# Gmina Dayton (hrabstwo Bremer)

Położenie Gminy Dayton w hrabstwie Bremer

Gmina Dayton (ang. Dayton Township) – gmina w USA, w stanie Iowa, w hrabstwie Bremer. Według danych z 2000 roku gmina miała 428 mieszkańców. 